# AIRPod
L'AIRPod è il prototipo di un veicolo che si propone come mezzo di trasporto a propulsione alternativa e di mobilità sostenibile, alimentato ad aria compressa. La produzione del veicolo fa capo alla Motor Development International. L'AIRPod è stato presentato in tre modelli, che variano a seconda dei posti a sedere e della quantità di merce da trasportare, mantenendo sempre lo stesso telaio di base.
Della cosiddetta "auto ad aria", già esposta al Salone di Ginevra del 2009, è stata più volte annunciata l'immissione sul mercato, fino alla previsione di una sua disponibilità sui mercati dalla metà del 2013, a un costo di circa 7.000 €.
Tra le varie novità che questo modello dovrebbe portare sul mercato, oltre al particolare motore dal quale è alimentato, sono i costi energetici (il pieno di aria compressa costerà circa 1 € ricaricando l'automobile con strumenti amatoriali; il prezzo salirebbe a 2 € in una stazione di servizio) e il fatto che non verrà venduto in concessionaria, bensì direttamente nelle fabbriche, dove verrà assemblato l'80% del prodotto. A tale scopo, la Motor Development International annunciò nel 2012 l'intenzione di impiantare 50 officine di produzione, distribuite in tutta Europa, ognuna delle quali sarebbe stata in grado di produrre 7.000 veicoli all'anno.